# درنیش
دْرْنیش (به کرواتی: Drniš) شهری در ایالت شیبنیک-کنین کشور کرواسی است که جمعیت آن در سال ۲۰۱۱ میلادی ۸٬۰۷۰ نفر بوده‌است.